# Joël Riguelle
Joël Riguelle (Charleroi, 27 oktober 1954) is een voormalig Belgisch politicus voor het cdH.

## Levensloop
Riguelle studeerde in 1975 af als geaggregeerde in moderne talen en was beroepshalve van 1975 tot 1999 leraar Nederlands aan het Sint-Pieterscollege in Ukkel. Daarnaast is hij sinds 1983 actief als acteur en komiek in het theater en het cabaret en trad hij gedurende twintig jaar op met het satirische  theaterprogramma Sois Belge et tais-toi.
Riguelle werd actief in jeugdverenigingen en bewegingen in verband met internationale solidariteit. Bij de gemeenteraadsverkiezingen van oktober 1976 werd hij door de PSC gevraagd om kandidaat te zijn in Sint-Agatha-Berchem, maar weigerde dit. Hij stond wel op een dissidente lijst van het Mouvement Ouvrier Chrétien (MOC), maar werd niet verkozen. Uiteindelijk werd hij in 1978 toch nog lid van de PSC. Hij stond volksvertegenwoordiger Jean-Louis Thys bij in het lokale terreinwerk en werd in 1985 voorzitter van de lokale PSC-afdeling in Sint-Agatha-Berchem. Toen Thys tussen 1989 en 1994 minister was in de eerste Brusselse Hoofdstedelijke regering, werkte Riguelle op diens kabinet als communicatiemedewerker en vervolgens als particulier secretaris belast met de betrekkingen met het parlement. 
In oktober 1988 werd hij voor het eerst verkozen tot gemeenteraadslid van Sint-Agatha Berchem. Na de verkiezingen van oktober 1994 was Riguelle er van 1995 tot 2000 schepen van Stedenbouw, Informatie en Feestelijkheden. Na drie jaar als gemeenteraadslid te hebben gezeteld, werd Riguelle in november 2003 burgemeester van de gemeente. Hij bleef deze functie bekleden tot in september 2020 en verliet vervolgens de gemeentepolitiek van Sint-Agatha-Berchem.
Daarnaast was hij van 1999 tot 2014 lid van het Brussels Hoofdstedelijk Parlement, waar hij van 2002 tot 2009 secretaris was. Als Brussels parlementslid zetelde hij automatisch ook in het Parlement francophone bruxellois, waar hij van 2009 tot 2014 fractieleider was voor zijn partij. Als Brussels Parlementslid legde Riguelle zich voornamelijk toe op Financiën en Begroting en Sociale Zaken en diende hij resoluties in over eerlijke handel en het invoeren van een charter voor de rechten van zieke kinderen, die beiden unaniem werden goedgekeurd. De tweede resolutie lag aan de basis van de oprichting van het eerste respijthuis voor zwaar zieke kinderen en hun families in het Brussels Gewest. Bij de verkiezingen van mei 2014 was hij geen kandidaat meer voor een nieuw parlementair mandaat en stond hij als laatste opvolger op de cdH-lijst voor de Kamer van volksvertegenwoordigers in de kieskring Brussel-Hoofdstad.